# بیون، ان
بیون (به فرانسوی: Béon) یک کمون (فرانسه) در فرانسه است که در ان (اوورنی-رون-آلپ) واقع شده‌است. بیون ۱۰٫۳۰ کیلومتر مربع مساحت دارد ۲۳۵ متر بالاتر از سطح دریا واقع شده‌است.